# 中町 (境港市)
中町（なかまち）は、鳥取県境港市の町名。郵便番号は684-0012（境港郵便局管区）。 

## 地理
弓浜半島の北東部、境水道沿岸部に位置する。

## 歴史
1926年（大正15年）から現在の町名である。1926年（大正15年）5月15日、境町の大字「中町」として設定された。表記の方法は、大字の文字は表記せず、「境町中町」となる。
地名の由来は、境町の中央部に位置したことによる。1954年（昭和29年）に境港町、1956年（昭和31年）からは境港市の町名。
明治時代には地内に県道外浜線が新設され、道路沿いに日用雑貨店が店を連ねる新興商店街を形成した。1966年（昭和41年）、地内中央部にアーケードを架設し市内の中心商店街の一画となった。

## 経済

### 産業
企業・店舗
- 隠岐花月堂（菓子問屋、営業内容・菓子類、飲料卸売）[7]
- クロミ化粧品店（営業内容・化粧品、雑貨小売）[8]
- 権田陶器店（営業内容・陶磁器、家庭金物、荒物小売）[9]
- 角鉄工所（営業内容・機械器具製造、修理）[10]
- 中島正確堂（営業内容・時計、眼鏡、貴金属小売）[9]
- 安来屋金物店（営業内容・金物類小売）[11]
- よしもとヘアーサロン

かつて存在した企業・店舗
- 由木洋裁店（営業内容・婦人服仕立、加工）[12]
- ジーンズショップさかい（営業内容・ジーンズ小売）[12]
- 寒川呉服店（営業内容・婦人服小売）[12]
- 名田屋（営業内容・食料品、菓子、雑貨小売）[13]
- 西岡商店（営業内容・食料品、青果小売）[14]
- 木島花月堂境港支店（営業内容・洋菓子小売、喫茶）[7]
- 根平酒店（営業内容・酒類小売）[15]
- 植田履物店（営業内容・履物小売）[16]
- 加藤薬局（営業内容・医薬品、雑貨小売）[16]
- 加藤洋傘店（営業内容・洋傘小売）[16]
- 植田写真機店境港営業所（営業内容・写真機材小売）[8]
- さかぐち洋品店（営業内容・アクセサリー、袋物、雑貨、化粧品小売）[9]
- 暮しの店うえだ（営業内容・日用金物、荒物小売）[9]
- 岡仲家具店（営業内容・家具製造、販売）[17]
- 黒見ペンキ店（営業内容・塗装、塗料小売）[18]
- 村尾蒲鉾店（営業内容・蒲鉾製造）[19][20]
- 山芳海産[21]
- みやべ（営業内容・食堂）[22]
- 王さん（営業内容・食堂）[22]
- 大和湯（営業内容・公衆浴場）[23]
- 千代むすび灘本舗（動産不動産有価証券所有利用、酒類販売業）[24]

## 地域

### 教育
- 聖心幼稚園 - 1923年（大正12年）に設立[25]。キリスト教保育に基づく保育の実践を行なう[25]。

### 宗教
- 天理教境分教会（天理教）

## 世帯数と人口
2022年（令和4年）7月31日現在の世帯数と人口は以下の通りである。
| 町丁 | 世帯数 | 人口  |
| ---- | ------ | ----- |
| 中町 | 67世帯 | 144人 |

### 世帯数・人口の遷移
世帯数・人口は1955年（昭和30年）、166・747。1980年（昭和55年）、125・424。

## 小・中学校の学区
市立小・中学校に通う場合、学区は以下の通りとなる。
| 番地 | 小学校           | 中学校             |
| ---- | ---------------- | ------------------ |
| 全域 | 境港市立境小学校 | 境港市立第一中学校 |

## 交通

### 鉄道
町内に鉄道駅はない。

### 道路
町内を通過する国道、県道はない。

## 出身・ゆかりのある人物

### 政治家
- 加藤文治（境港市議会議員）[27]

### 実業家
- 岡空林太郎[24]（酒造業）
- 権田基 - 本店（限）権田百貨店元代表取締役[28]。

### 教育者
- 福島哲 - 元境高等学校長で、境高校創立に貢献した[29]。二・二六事件で、北一輝とともに刑死した西田税と米子中学校（現米子東高校）で同期だった。

## 資料

### 第一回境港市表彰者名簿（昭和三十五年十一月三日）
- 善行表彰 氏名・西村長太郎、職・天理教布教師民生委員、事由・社会福祉事業に貢献、住所・中町[30]

### 第四回境港市表彰者名簿（昭和三十八年十一月三日）
- 善行表彰 氏名・西村清美、職・天理教境分教会長 栴檀保育園長、事由・社会福祉事業に貢献、住所・中町[31]

- 勤続表彰 氏名・西村長太郎、職・民生委員推薦委員、事由・八年、住所・中町[31]、氏名・福島ミツエ、職・民生委員推薦委員、事由・八年、住所・中町[31]

### 第五回境港市表彰者名簿（昭和三十九年十一月三日）
- 善行表彰 氏名・加藤繁延、職・商業、事由・社会福祉事業に貢献、住所・中町[32]

### 第七回境港市表彰者名簿（昭和四十一年十一月三日）
- 善行表彰 氏名・西岡茂十、職・商業、事由・商業の振興に貢献、住所・中町[33]

### 第八回境港市表彰者名簿（昭和四十二年十一月三日）
- 善行表彰 氏名・権田文雄、職・会社代表取締役、事由・市行政の伸展に貢献、住所・中町[34]

### 第十一回境港市表彰者名簿（昭和四十五年十一月三日）
- 功労表彰 氏名・権田文雄、事由・私学の振興発展に貢献、住所・中町[35]、氏名・中西一郎、職・会社社長、事由・産業経済の振興発展に貢献、住所・中町[35]、氏名・西岡茂十、職・会社社長、事由・産業経済の振興発展に貢献、住所・中町[35]